# Аджиев, Амбий Рамазанович
Аджи́ев Амби́й Рамаза́нович (15.04.1936, аул Карт-Джурт Карачаевского района КЧАО — 18.06.2001, Черкесск, Карачаево-Черкесия), Заслуженный артист РСФСР (1.12.1978).

## Биография
В 1956 году окончил среднюю школу колхоза Трудовик, Курдайского района, Джамбульской области Казахской ССР.
С 1957 года — студент факультета актёрского мастерства Ленинградского Государственного института театра, музыки и кинематографии (ЛГИТМиКб, педагог — Н. Е. Серебряков). Все пять лет учёбы он получал повышенную стипендию, фотография его не сходила с Доски Почета института, а окончив его, он получил диплом с отличием.
С 1962 по 1964 года работал актёром русской труппы Карачаево-Черкесского областного драматического театра. Амбий Аджиев был одним из тех, кто стоял у истоков профессионального театра в Карачаево-Черкесии. Играл на двух языках: русском и карачаевском. Разнообразная исполнительская техника вкупе с выразительной сценической внешностью и безупречной дикцией в кратчайшее время выдвинули его в число ведущих актёров театра. Амбий Аджиев являлся актёром широкого творческого диапазона — был одинаково блистателен в комедии, трагедии, драме, мелодраме.
В 1978-м он первым в Карачаево-Черкесии был удостоен звания Заслуженный артист РСФСР.
Сценическая судьба Амбия Аджиева складывалась счастливо. В самом начале своей творческой деятельности в театре он удачно выступил в роли горца — революционера Азрета в спектакле Ш. Эбзеева «Огурлу». Амбию Рамазановичу были свойственны цельность характера, мужественность, незаурядность, он показал себя актёром, которому подвластно всё.
Особое место в творчестве Амбия Рамазановича занимают роли в спектаклях театра на военно-патриотическую тему.
За годы сценической жизни Аджиевым было сыграно 300 ролей, на нём держался репертуар русской труппы облдрамтеатра. Его творчество — гордость многонационального театрального искусства КЧР.
Спектакль «Выходили бабки замуж» по пьесе Ф. Булякова стал последним в его жизни. Превозмогая, как и его герой, сердечную боль, Амбий Рамазанович доиграл свою роль. Он мог остановить спектакль, но не сделал этого, так как был настоящим профессионалом. 18 июня 2001 года актёра не стало. На стене здания дома по ул. Комсомольской, 32, в котором жил Амбий Рамазанович Аджиев, установлена мемориальная доска.
Неоднократно избирался депутатом городского и областного совета депутатов трудящихся, являлся постоянным членом горисполкома и облисполкома.
Аджиев был утвержден на исполнение роли Ихтиандра в кинофильме «Человек-амфибия». Уже на следующий день после утверждения он должен был приступить к съёмкам. Но, к сожалению, из-за внезапной болезни не смог участвовать в фильме…

## Театральные работы
- Антон («Когда цветет акация» Н. Винникова)
- Азиз («Дуэль» М. Байджиева)
- Анджело («Анджело Падуанский» В. Гюго)
- Астров («Дядя Ваня» А. П. Чехова)
- Бернардо («Хитроумная влюбленная» Лопе де Вега)
- Ваня Малый («Смешной день» В. Покровскиого)
- Вукол Ермолаевич Бессудный («На бойком месте» А. Н. Островского)
- Громов («Люди, которых я видел» С. Смирнова)
- Давыдов («Гусар из КГБ» В. Константинова, Б. Рацера)
- Дзержинский («Грозовой год» А. Каплера)
- Директор («Деревья умирают стоя» А. Касоны)
- Дугин («Рядовые» А. Дударева)
- Егор Колышкин («Судьба-индейка» А. Софронова)
- Клеон («Забыть Герострата!» Г. И. Горина)
- Леон де Сен Пе («Генералы в юбках» Ж. Ануя)
- Магомед («Ленинградский эшелон» Х. Карданова)
- Мортимер («Мария Стюарт» Ф. Шиллера)
- Оросман («Заира» Вольтера)
- Папагатто («Моя профессия — синьор из общества»)
- Рябинин («Пришлите вашу фотографию» Л. Ленча)
- Самохвалов («Служебный роман» Э. Брагинского и Э. Рязанова)
- Сеня («Именем революции» М. Ф. Шатрова)
- Степан («Последний журавль» А. Дударева, А. Жука)
- Фердинанд («Коварство и любовь» Ф. Шиллера)
- Худобаев («Светит, да не греет» А. Н. Островского)
- Эдуард Полумбо («Утешитель вдов» Д. Маротта, Б. Рандоне)
- Яровой («Любовь Яровая» В. Энке по К. Треневу)
- Ясон («Медея» Еврипида)
- «Выходили бабки замуж» по Ф. Булякову

## Награды
За роль Дугина в драме «Рядовые» А. Дударева актёр был удостоен диплома Министерства культуры РСФСР.
А 1986 году Амбий Рамазанович был награждён высокой государственной наградой — орденом Дружбы народов.